# TGIF1
 Гомеобоксный белок TGIF1  — белок, кодируемый  у человека геном TGIF1 .  Альтернативный сплайсинг в этом локусе существует в восьми вариантах, кодирующих четыре различных изоформы.

## Функция
Белок, кодируемый этим геном, один из трех членов расширенного аминокислотного шлейфа (TALE) суперкласса атипичных гомеодоменов. Гомеобоксные белки TALE высоко консервативные регуляторы транскрипции. Этот особый гомеодомен связывается с  X ретиноидным рецептором, ответным элементм клеток ретинол-связывающего белка II промотора. В дополнение к своей роли в ингибировании 9-цис-кислотно-зависимой активации RXR альфа активации транскрипции ретиноевой кислоты ответного элемента, белок является активным корепрессором транскрипции  SMAD2 и может участвовать в передаче ядерных сигналов во время развития и во взрослой жизни.

## Клиническое значение
Мутации в этом гене связаны с голопрозенцефалией типа 4, которая является структурной аномалией мозга. 

## Взаимодействия
Гомеобоксный белок TGIF1, как было выявлено, взаимодействуют с:
- C-jun,[4]
- CTBP1,[5]
- HDAC1,[5][6]
- SMAD2.[4][7]